# Kluane River
Der Kluane River ist ein etwa 89 km langer rechter Nebenfluss des Donjek River im kanadischen Yukon-Territorium.

## Verlauf
Der Kluane River bildet den Abfluss des Kluane Lake. Er fließt in nordnordwestlicher Richtung und mündet schließlich rechtsseitig in den Donjek River. Der Alaska Highway folgt ein Stück dem Flusslauf des Kluane River unweit dessen linken Flussufers, bevor er nach Westen abbiegt. Der Kluane River bildet auf seinem gesamten Lauf einen verflochtenen Fluss.
Der Kluane River ist Ziel von Wildwasserkanutouren, die vom Kluane Lake flussabwärts bis zum Yukon River führen.

## Hydrologie
Der Kluane River entwässert ein Areal von ungefähr 7170 km². Der mittlere Abfluss (MQ) bei Flusskilometer 88, unterhalb vom Ausfluss aus dem Kluane Lake, betrug für den Messzeitraum 1952–2022 72,3 m³/s. Im Juli, August und im September treten die höchsten mittleren monatlichen Abflüsse auf mit Werten von 185, 233 und 162 m³/s.